# Церква Вознесення Господнього (Магдалівка)
Церква Вознесення Господнього в Магдалівці — парафія і храм греко-католицької громади Підволочиського деканату Тернопільсько-Зборівської архієпархії Української греко-католицької церкви в селі Магдалівка Тернопільського району Тернопільської области.

## Історія церкви
До 1878 року греко-католики села належали до парафій Баворова та Прошової. У 1898 році вони збудували дерев'яну капличку, а у 1920 році розпочали будівництво церкви. Її фундатором був Лука Стадник, тому храм назвали на честь святого апостола Луки. У 1930-х роках церква згоріла, але її швидко відбудували та освятили за участю єпископа Никити Будки.
Після 1946 року стійкі у своїй вірі греко-католики, які не хотіли переходити до російського православ’я, розділилися з православними, і проводили свої відправи таємно в домівках парафіян, зокрема Іллі Заблоцького, Івана Саламандри, Емілії Марищак та Анни Сеньків. Також вони відвідували підпільні богослужіння у Скалаті, Зарваниці, Тернополі та Качанівці.
Наприкінці 1989 року між громадами почалася боротьба за храм, який зайняла православна громада (згодом ПЦУ), і він залишився за ними. У 1991 році греко-католики офіційно зареєстрували власну парафію, а відправи проводили в домівках парафіян та в каплиці на цвинтарі. Згодом громада обрала для богослужінь напівзруйнований колишній костел, в якому раніше був колгоспний склад. Завдяки пожертвам, зокрема від владики Михаїла Сабриги, Підволочиської райдержадміністрації, Коломийського ліспромгоспу та Петра Гончарика зі США, костел було реконструйовано. У 2005 році храм освятив владика Михаїл Сабрига.
З 6 по 13 листопада 2011 року на парафії відбулася місія, яку проводили оо. Редемптористи та сестри Редемптористки. При парафії діють братство Матері Божої Неустанної Помочі, Українська молодь — Христові та Вівтарна дружина. У власності парафії є 0,6 га землі, де планують розбудувати проборство.

## Парохи
- о. Матвій Лончина (1923),
- о. Євген Славський (1941—1946),
- о. Юліан Юрик,
- о. Йосафат Фаль, ЧСВВ
- о. Зиновій Гончарик,
- о. Михайло Валійон,
- о. Ілля Довгошия (1991—1994),
- о. Михайло Буртник (1994—2002),
- о. Андрій Луковський (з 2002).